# LU-664
La carretera autonómica LU-664, también conocida como Circunvalación oeste de Monforte o Ronda urbana, es una carretera de la red primaria complementaria de la Junta de Galicia que une las carreteras LU-546 y N-120a sirviendo de circunvalación de la ciudad de Monforte de Lemos, en la provincia de Lugo. Tiene una longitud de 2,7 km.

## Historia
En 1993 se iniciaron las obras de construcción del primer tramo de la ronda urbana, entre las calles Doutor Casares y Chantada. Dicho tramo entró en servicio en 1995 y recibe la denominación de Ronda de María Emilia Casas Baamonde.
En 2006 se inauguró el segundo tramo de la carretera, desde la calle Chantada a la calle Ourense, tras una inversión de 1,1 millones de euros por parte de la Junta de Galicia.
En los cruces con las calles Corredoira y Abeledos se construyeron dos glorietas en 2018.

## Trazado
La LU-664 está formado por dos tramos: desde la carretera LU-546 hasta la rotonda del Hórreo, que recibe el nombre de Ronda de María Emilia Casas Baamonde, y desde la rotonda del Hórreo hasta la confluencia con la calle Ourense:
- El primer tramo comienza en el cruce con las calles San Pedro y la carretera LU-546, que también comienza en ese cruce y recibe la denominación de calle Doutor Casares. Tiene cruces o desvíos con las calles Caneiro, Santa Clara, A Veiga, Corredoira y Abeledos, y con los caminos de A Barxa y Os Codesos. En parte de su recorrido dispone de un carril de servicio en el margen derecho. El tramo finaliza en la rotonda del Hórreo, donde confluye con la carretera LU-617, que en su tramo urbano recibe el nombre de calle Chantada.
- El segundo tramo comienza en la rotonda del Hórreo. A escasos metros de su inicio hay otra rotonda que permite desviarse hacia la carretera de A Vide (LU-P-3204). Desde ese punto y hasta el final del tramo hay dos carriles de servicio, uno en cada lateral, sin acceso a la carretera. El tramo finaliza en la rotonda donde confluyen la calle Ourense y la carretera N-120a.

Está prevista su prolongación desde la confluencia con la calle Ourense hasta la carretera N-120.

### Cruces y salidas
| Kilómetro | Cruces y Salidas | Notas |
| --------- | --- | ----- |
| 0,000 km  | LU-546 Rúa Doutor Casares Rúa San Pedro |       |
| 0,040 km  | Derecha: Rúa do Caneiro |       |
| 0,320 km  | Izquierda: Rúa Santa Clara Derecha: Camiño da Barxa |       |
| 0,520 km  | Rúa da Veiga |       |
| 0,890 km  | Camiño dos Codesos |       |
| 1,150 km  | 1.ª Salida: LU-P-3202 CG-2.2 Rúa Corredoira 2.ª Salida: LU-664 LU-617 3.ª Salida: Rúa Corredoira Hospital Comarcal de Monforte 4.ª Salida: LU-664 LU-546 |       |
| 1,250 km  | 1.ª Salida: LU-P-3202 CG-2.2 2.ª Salida: LU-664 LU-617 3.ª Salida: Rúa Abeledos 4.ª Salida: LU-664 LU-546                                                |       |
| 1,550 km  | 1.ª Salida: LU-617 CG-2.2 VG-2.1 2.ª Salida: LU-664 N-120a 3.ª Salida: Rúa Chantada 4.ª Salida: LU-664 LU-546                                            |       |
| 1,650 km  | 1.ª Salida: LU-P-3204 2.ª Salida: LU-664 N-120a 3.ª Salida: LU-664 LU-546                                                                                |       |
| 2,710 km  | 1.ª Salida: N-120a 2.ª Salida: Rúa Ourense 3.ª Salida: LU-546                                                                                            |       |